# Platja de l'Argilera
La platja de l'Argilera és una platja semiurbana del municipi de Llançà (Alt Empordà) situada en un entorn urbanitzat, entre la platja d'en Jordi i la punta d'en Gasparó. Orientada a nord-est, té una longitud de 44 m i una amplada mitjana de 14 m, de graves i còdols, i un pendent d'entrada a l'aigua moderat. S'hi accedeix pel camí de ronda. Seguint aquest camí en direcció nordAl costat nord de la platja
Al nord de la platja hi ha una zona d'estada, amb unes cadires de formigó, que actúa de mirador davant del mar. Al sud de la platja hi ha el bunker Argilera, construït durant la Segona Guerra Mundial per la defensa d'un possible atac del aliats.